# پتروویتسه و کاروینه
پتروویتسه و کاروینه (به چکی: Petrovice u Karviné) یک منطقهٔ مسکونی در جمهوری چک است که در ناحیه کاروینا واقع شده‌است. پتروویتسه و کاروینه ۲۰٫۴۷ کیلومتر مربع مساحت و ۵٬۳۵۰ نفر جمعیت دارد و ۲۱۲ متر بالاتر از سطح دریا واقع شده‌است.